# マダラチビコメツキ
マダラチビコメツキ（学名: Drasterius agnatus (Candèze, 1873)）とは、コメツキムシ科サビキコリ亜科の甲虫の一種である。
種小名 agnatus はラテン語で〈後に生まれた〉などを意味する。

## 分類
マダラチビコメツキは1873年、ベルギーの昆虫学者エルネスト・カンデーズにより Aeolus agnatus として新種記載されたが、これはジョージ・ルイスが1869年から1871年にかけて日本で採取した標本に基づくものであった。その後はヒラタチビコメツキ属（Heteroderes）、ナンヨウチビコメツキ属（Monocrepidius）あるいは Conoderus 属、Aeoloderma 属、ミナミチビコメツキ属（Prodrasterius）といったように様々な属への分類変更が試みられ、2007年にオーストリアの Peter Carl Cate により Drasterius 属の種とされた。

## 特徴
成虫は体長が4.5ミリメートル前後で橙黄色であり、頭・前胸背中央の縦紋、小盾板、上翅の前後紋や後胸は黒褐色-暗褐色である。ただし背面の色彩や翅鞘上の斑紋には変異が見られ、殆ど消失している個体も存在する。頭胸部は大きいが上翅よりもやや短い。頭胸背には密に点刻があり、短毛を伴う。上翅は点刻を含む条溝を伴い、間室は細点刻や黄色毛を密に有する。

### 類似種・属
マダラチビコメツキと一般外形的に類似する種としてスジマダラチビコメツキ（Aeoloderma brachmana (Candèze, 1859)）が存在するが、マダラチビコメツキは前胸背板の点刻が円形で揃って深く刻まれ、後角に明瞭な隆起線が見られる。Aeoloderma 属は#分類で触れた通りかつてマダラチビコメツキが置かれていた属であるが、この属の種はマダラチビコメツキとは対照的に、前胸背板の後角に隆起線が全く存在しないことが特徴の一つである。マダラチビコメツキとスジマダラコメツキはほかに雌交尾器の形態にも著しい相違が存在する。その一方で、雄の交尾器の外形は両種ともよく似たものである。
またマダラチビコメツキは記載当初に置かれた Aeolus 属にも一見すると類似しているが、両者の雄交尾器は基本的な形態に差異が見られる。

## 生態
畑や荒地によく見られる。幼虫は主に雑草下の砂土壌中に棲息する。

## 分布
日本（本州、四国、九州、トカラ列島、奄美大島、伊是名島）、韓国、北朝鮮、極東ロシア（沿海地方）、中国（遼寧省、江西省、湖北省、甘粛省）に分布する。

## 人間とのかかわり
幼虫は農作物の新芽や根茎を食害するとされ、農業・食品産業技術総合研究機構（農研機構）の飼料作物害虫目録にもマメ科牧草やイネ科牧草（オーチャードグラス）の害虫として名が挙げられている。

## 諸言語における呼称
- 中国語: 角斑贫脊叩甲[22] (拼音: jiǎo bān pín jǐ kòu jiǎ)
- ロシア語: щелкун пестрый[19] (ščelkun pjóstryj)〈まだら模様のコメツキムシ〉

## Drasterius属
Drasterius 属は1829年にヨハン・フリードリヒ・エッシュショルツにより新設された属で、2007年6月30日までの時点で旧北区産に限れば13種の存在が把握されていた。マダラチビコメツキを除く種には以下のようなものがある。

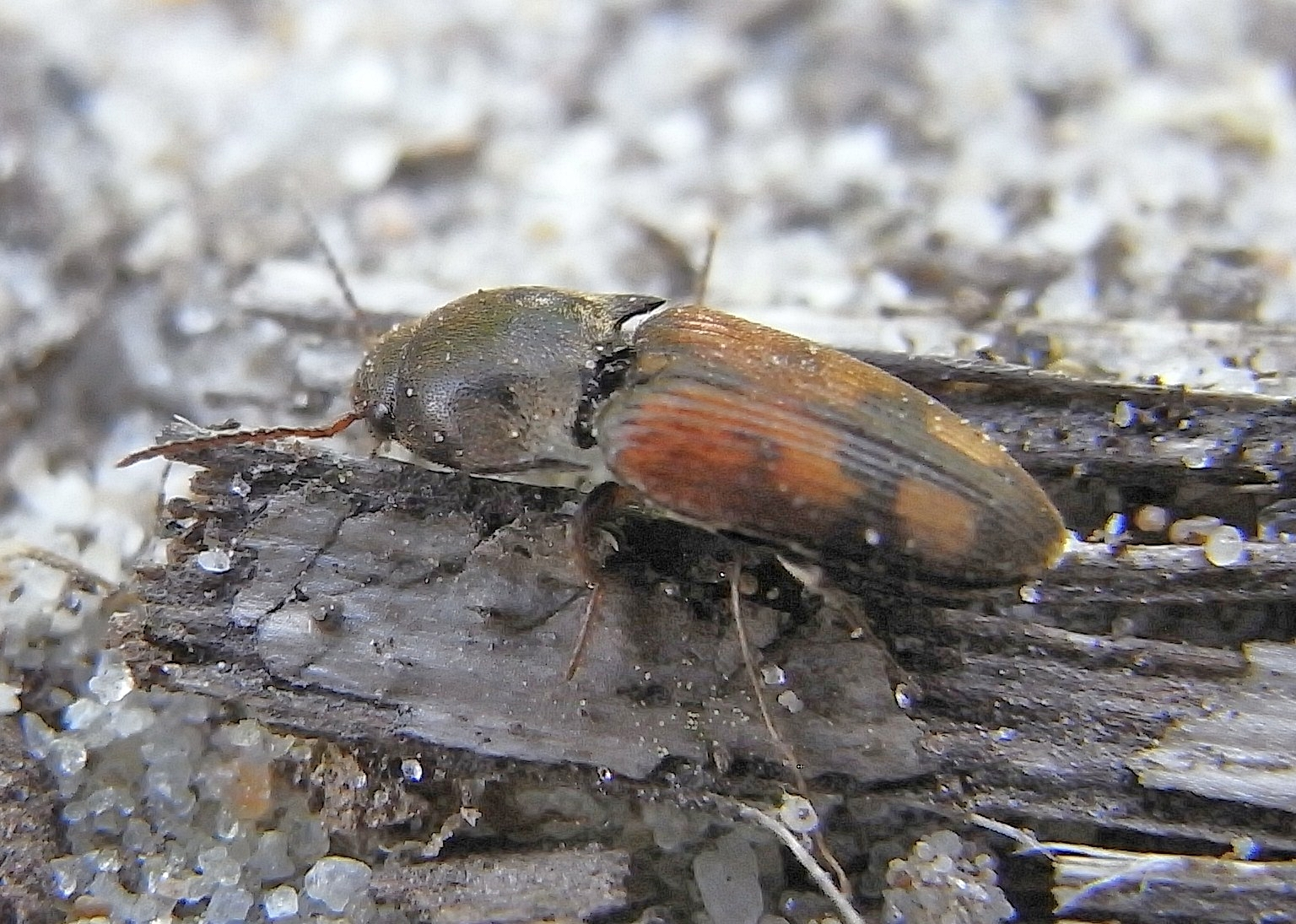
Drasterius bimaculatus

- Drasterius aegyptiacus Buysson, 1905 - サウジアラビア、イエメン、エジプト、リビア、チュニジア、アルジェリア、モロッコに分布[20]。
- Drasterius atricapillus (Germar, 1824) - 中国（新疆ウイグル自治区）、中央アジア、コーカサス地方、イラン、トルコ、ロシア（南ロシア、中央ロシア（英語版））に分布し、記載当初は Elater 属であった[20]。
- Drasterius bimaculatus (P. Rossi, 1790)（シノニム: Elater bimaculatus P. Rossi, 1790）- ヨーロッパ、北アフリカ、アジア（中東および中央アジア）に分布[20]。
- Drasterius brahminus Candèze, 1859 - 日本（琉球諸島）、中国南部、インド（ウッタル・プラデーシュ州）、「ヒマラヤ」、パキスタンに分布し、東洋区にも跨る[20]。
- Drasterius candezei (Fleutiaux, 1918) - 中国（広東省）や東洋区（ベトナム［タイプ産地］[24]）に分布し、記載当初は Prodrasterius 属であった[20]。
- Drasterius collaris Candèze, 1859
  - Drasterius collaris asaokai (Ôhira, 1962) - 琉球諸島に分布する亜種で、記載当初は Prodrasterius 属であった[20]。
  - Drasterius collaris collaris - ネパール、インド（ウッタル・プラデーシュ州）、パキスタンに分布する基亜種[20]。
- Drasterius csorbai Platia & Gudenzi, 1997 - パキスタンに分布[25]。
- Drasterius figuratus (Germar, 1844) - 中央アジア、南ロシア、コーカサス地方、中東[26]。記載当初は Cryptohypnus 属で、かつては Aeoloides 属であった[27]。
- Drasterius makrisi Preiss & Platia, 2003 - キプロスに分布[25]。
- Drasterius okinawensis Ôhira, 2000 - 日本に分布[25]。
- Drasterius omanensis Platia, 2017 - 2017年にオマーン産の新種として記載[26]。
- Drasterius prosternalis Candèze, 1878(ウィキスピーシーズ) - タイプ産地は「ヒマラヤ」で[28]、沖縄にも分布し、東洋区にも跨る[25]。
- Drasterius sabatinellii Platia, 2015 - 2015年にパキスタンのイスラマバード産の新種として記載[29]。
- Drasterius schatzmayri Binaghi, 1941 - エジプトのシナイ半島に分布[25]。
- Drasterius sulcatulus Candèze, 1859 - ネパール、インド（ウッタル・プラデーシュ州[25]）、スリランカ、パキスタン、アフガニスタン、オマーン、アラブ首長国連邦に分布[25]。